# Hialina
Hialina stanowi glikoproteinę budującą podwójną warstwę wokół jaja jeżowców. Obecność tej warstwy jest konieczna dla zapewnienia integracji komórek w czasie bruzdkowania. Ponadto hialina warunkuje prawidłowy przebieg tworzenia się blastocelu i jest niezbędna w procesie gastrulacji. Powstanie otoczki hialinowej jest związane z zajściem reakcji korowej po zapłodnieniu.